# APL (język programowania)
A Programming Language (APL) – język programowania wysokiego poziomu, znany ze swojej zwięzłości i możliwości generowania macierzy. Opracował go w połowie lat 60. Kenneth E. Iverson.
Język jest stosowany na wielu platformach, od mikrokomputerów do maszyn mainframe, i jest wykorzystywany do tworzenia modeli matematycznych. Jest to głównie język interpretowany, ale dostępne są też kompilatory języka.
APL posługuje się znakowymi symbolami i przed pojawieniem się graficznych interfejsów użytkownika wymagał specjalnego oprogramowania lub przekonstruowanej pamięci ROM, aby komputer mógł je wyświetlać.
Pierwsze podejście IBM-a do komputerów mniejszych niż mainframe, czyli IBM 5100, miał w wielu wersjach wbudowaną obsługę tego języka, jako dodatek do BASIC-a lub samodzielnie. Ze względu na to, że do premiery w 1975 roku język był używany głównie na komputerach mainframe, IBM 5100 miał wbudowany emulator S/360. Zasadniczo był po prostu wersją biurkową IBM S/360 który uruchamiał tylko APL, albo tylko APL i BASIC, lub sam BASIC.